# Irgalem
Irgalem (zvan još i  Abosto ili Dalle) je grad u južnoj Etiopiji, u Regiji Južnih naroda, narodnosti i etničkih grupa u Zoni Sidama. Irgalem je udaljen oko 260 km južno od glavnog grada Adis Abebe i oko 40 km južno od regionalnog središta Avase. Irgalem leži na nadmorskoj visini od 1776 metara, upravno je središte worede Dale.

## Povijest
Irgalem su zauzeli Talijani 1. prosinca 1936. kao jedno od posljednjih uporišta Etiopske vojske pod zapovjedništvom rasa Desta Damtewa. Irgalem je bio glavni grad bivše Pokrajine Sidamo sve do 1975., kad je vojni režim Derg, premjestio upravu u obližnji grad Avasu.
Još 1957. Irgalem nije imao telefonske linije, već se komunikacija sa svijetom odvijala putem radio stanica, tek krajem 1960. Irgalem je spojen na telefonsku mrežu s Adis Abebom, tad je dobio i električnu struju.

## Stanovništvo
Prema podacima Središnje statističke agencije Etiopije -(CSA) za 2005. grad Irgalem imao je 43,815 stanovnika, od toga 21,840 muškaraca i 21,975 žena.